# Uiutne, Nîjnohirskîi
Uiutne (în ucraineană Уютне) este un sat în comuna Mîhailivka din raionul Nîjnohirskîi, Republica Autonomă Crimeea, Ucraina.

## Demografie
Componența lingvistică a localității Uiutne
     Rusă (94,15%)
     Ucraineană (5,85%)
Conform recensământului din 2001, majoritatea populației localității Uiutne era vorbitoare de rusă (94,15%), existând în minoritate și vorbitori de ucraineană (5,85%).